# Linia C metra w Pradze
Linia C metra w Pradze – najstarsza trasa sieci, oznaczana barwą czerwoną. Jej trasa wiedzie głównie w kierunku północ – południe. Obecnie posiada 20 stacji (nie jest planowana budowa kolejnych), a całkowita długość trasy wynosi 22,4 km, przy 36-minutowym czasie przejazdu.

## Historia

### I.C
Budowa najstarszego odcinka linii, jak i całej sieci, rozpoczęła się w styczniu 1966 roku. Początkowo planowany jako tramwaj podziemny (z Dworca Głównego na 
Pankrác), został później przestawiony na budowę metra "z prawdziwego zdarzenia". Otwarcie nastąpiło 9 maja 1974, z dwuletnim opóźnieniem. Odcinek I.C prowadzi ze stacji Sokolovská (dziś Florenc) na Kačerov (tam też wybudowana została pierwsza zajezdnia metra). Między stacjami I. P. Pavlova a Gottwaldovą (obecnie Vyšehrad) linia biegnie dolnym poziomem Mostu Nuselskiego nad Doliną Nuselską.

### II.C
W 1974 roku rozpoczęła się budowa kolejnego odcinka linii C, prowadzącego z Kačerova do stacji Kosmonautů (dziś Háje), który zapewnił dogodne połączenie centrum miasta z tzw. Miastem Południowym, jednym z największych osiedli mieszkaniowych w Pradze. Odcinek II.C ma długość 5,3 km, obejmuje cztery stacje. Otwarty został 7 listopada 1980.

### III.C
Trzeci odcinek przedłużył linię C w kierunku północnym do stacji Fučíkova (dziś Nádraží Holešovice). Obejmuje 2,2 km i 2 stacje na lewym brzegu Wełtawy. Oddany do użytku został 3 listopada 1984.

### IV.C
Kolejny, czwarty odcinek linii jako pierwszy w historii metra praskiego został rozdzielony na dwa odcinki, budowane oddzielnie, oznaczone jako IV.C1 i IV.C2. Pierwszy z nich, o relacji Nádraží Holešovice – Ládví o długości 4 km został otwarty 26 czerwca 2004. W tym samym roku rozpoczęła się budowa odcinka IV.C2 prowadzącego ze stacji Ládví na Letňany. Otwarcia dokonano 8 maja 2008, dzień przed 34. rocznicą oddania do użytku pierwszej części metra praskiego (także państwowy Dzień Zwycięstwa).

### Zmiany nazw stacji
Jedyna zmiana nazw stacji została wprowadzona 22 lutego 1990 – zastąpiono w większości nazwy związane z ideologią komunistyczną: 
- Fučíkova na Nádraží Holešovice
- Sokolovská – Florenc
- Gottwaldova – Vyšehrad
- Mládežnická – Pankrác
- Primátora Vacka – Roztyly
- Budovatelů – Chodov
- Družby – Opatov
- Kosmonautů – Háje

## Stacje
|  | nazwa                                | skrót | typ stacji                 | data otwarcia    | przesiadki                                |
|  | ------------------------------------ | ----- | -------------------------- | ---------------- | ----------------------------------------- |
|  | Letňany                              | LT    | płytka (odkrywkowa)        | 8 maja 2008      | autobusy, P+R                             |
|  | Prosek                               | PR    | płytka (odkrywkowa)        | 8 maja 2008      | autobusy                                  |
|  | Střížkov                             | SZ    | płytka (odkrywkowa)        | 8 maja 2008      | autobusy                                  |
|  | Ládví                                | LA    | płytka (odkrywkowa)        | 26 czerwca 2004  | tramwaje, autobusy, P+R                   |
|  | Kobylisy                             | KB    | głęboka                    | 26 czerwca 2004  | tramwaje, autobusy                        |
|  | Nádraží Holešovice                   | NH    | płytka (odkrywkowa)        | 3 listopada 1984 | tramwaje, autobusy, kolej podmiejska, P+R |
|  | Vltavská                             | VL    | głęboka (odkrywkowa)       | 3 listopada 1984 | tramwaje, autobusy, kolej podmiejska      |
|  | Florenc (pierwotnie Sokolovská)      | FR-C  | płytka (odkrywkowa)        | 9 maja 1974      | linia B, tramwaje, autobusy               |
|  | Hlavní nádraží                       | HN    | płytka (odkrywkowa)        | 9 maja 1974      | autobusy, kolej podmiejska                |
|  | Muzeum                               | MU-C  | płytka (odkrywkowa)        | 9 maja 1974      | linia A, autobusy                         |
|  | I. P. Pavlova                        | IP    | płytka (odkrywkowa)        | 9 maja 1974      | tramwaje, autobusy                        |
|  | Vyšehrad (pierwotnie Gottwaldova)    | VY    | płytka, częściowo naziemna | 9 maja 1974      | brak                                      |
|  | Pražského povstání                   | PP    | płytka (odkrywkowa)        | 9 maja 1974      | tramwaje, autobusy                        |
|  | Pankrác (pierwotnie Mláděžnická)     | PN    | płytka (odkrywkowa)        | 9 maja 1974      | autobusy                                  |
|  | Budějovická                          | BD    | płytka (odkrywkowa)        | 9 maja 1974      | autobusy                                  |
|  | Kačerov                              | KC    | płytka (odkrywkowa)        | 9 maja 1974      | autobusy                                  |
|  | Roztyly (pierwotnie Primátora Vacka) | RO    | płytka (odkrywkowa)        | 7 listopada 1980 | autobusy                                  |
|  | Chodov (pierwotnie Budovatelů)       | CH    | płytka (odkrywkowa)        | 7 listopada 1980 | autobusy, P+R                             |
|  | Opatov (pierwotnie Družby)           | OP    | płytka (odkrywkowa)        | 7 listopada 1980 | autobusy, P+R                             |
|  | Háje (pierwotnie Kosmonautů)         | HA    | płytka (odkrywkowa)        | 7 listopada 1980 | autobusy                                  |